# Guimiliau
Guimiliau é uma comuna francesa na região administrativa da Bretanha, no departamento Finisterra. Estende-se por uma área de 11,3 km². Em 2010 a comuna tinha 1 024 habitantes (densidade: 90,6 hab./km²).